# Piece Hall

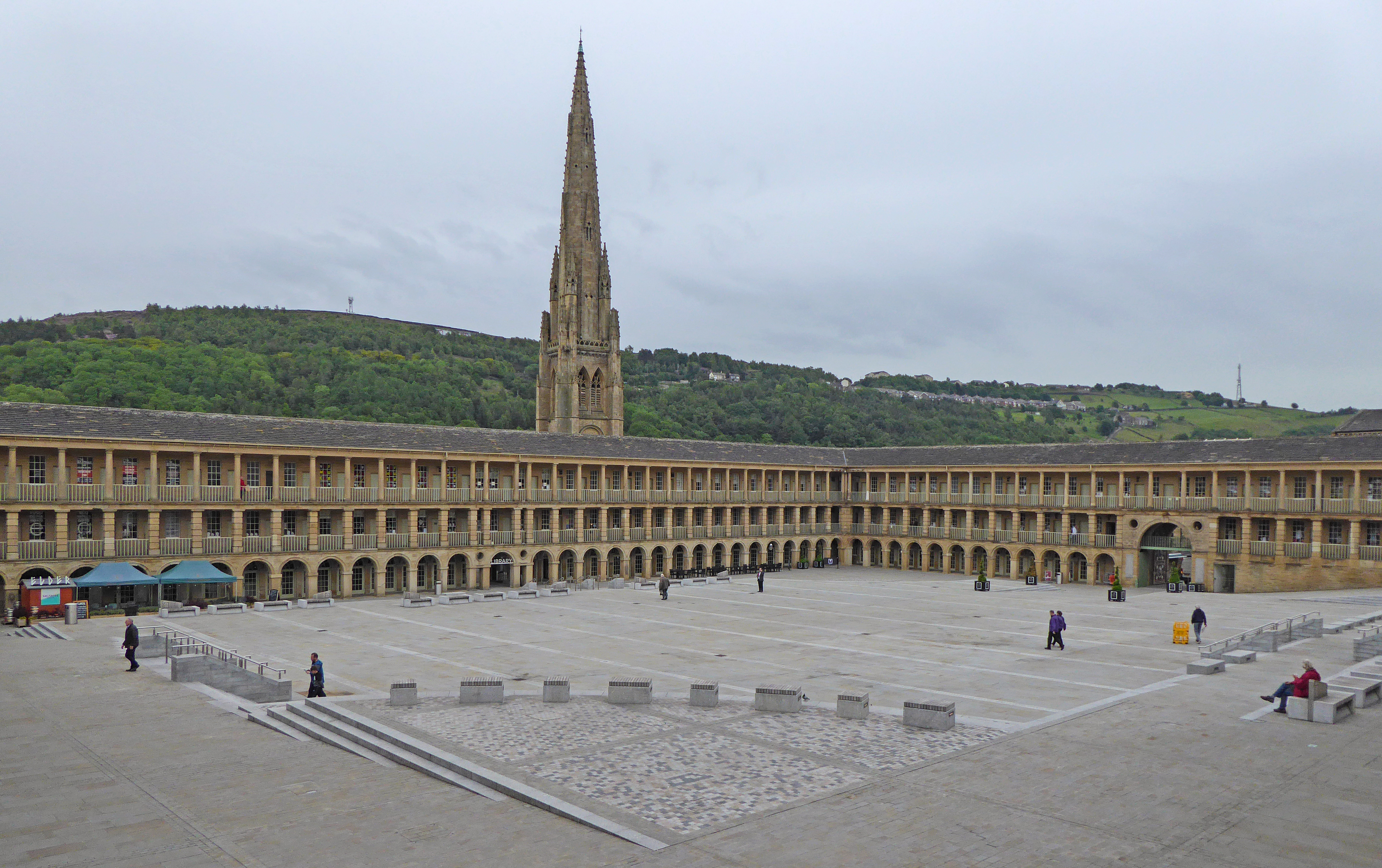
Binnenplein met in de achtergrond de spitse toren van de vroegere Square Congressional Church (1772)

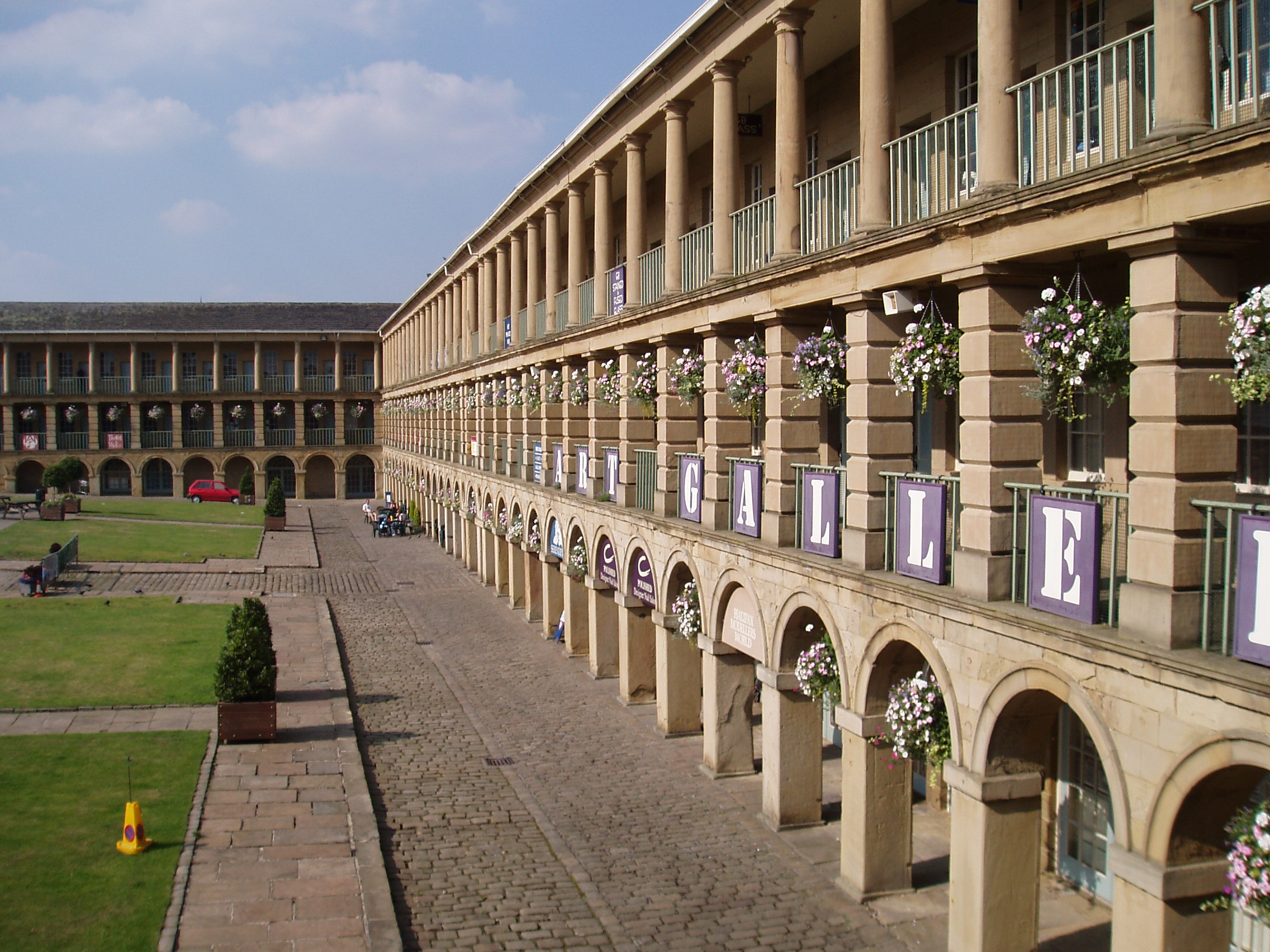
De drie registers: arcaden, rustieke galerijen en colonnades

De Piece Hall is een voormalige lakenhal uit 1779 in de Engelse stad Halifax. Rond een rechthoekig plein met arcades en colonnades zijn 315 kamers geschikt, waarin vroeger stukken wollen stof ('pieces') werden verkocht. Het is de enige lakenhal in het Verenigd Koninkrijk die nog volledig overeind staat. De architectuur is georgiaans van het neoklassieke type.

## Geschiedenis
Halifax was vroeger een belangrijk centrum van textielproductie, dat vanaf 1617 een wolmarkt mocht houden. Het fabriceren van laken gebeurde door thuiswevers uit de omgeving. In navolging van Leeds (1756), Huddersfield (1766) en Bradford (1773) kreeg Halifax in 1779 een nieuwe lakenhal. De opening op 1 januari was het hoogtepunt van de trotse lokale handwerkindustrie.
De Manufacturers' Hall, zoals het gebouw aanvankelijk heette, werd opgetrokken op grond die goedkoop werd afgestaan door de vermogende handelaar John Caygill, die ongetwijfeld gedacht zal hebben aan het stimulerende effect op zijn zaken in de buurt. Nochtans was het hellende terrein niet evident. Het eerste circulaire ontwerp van Thomas Bradley werd afgekeurd. Hij wordt vaak beschouwd als de architect van het uiteindelijke gebouw, maar daarvoor bestaat geen documentair bewijs. Ook de aannemersbroers John and Samuel Hope worden in dat verband genoemd. Hun nauwe betrokkenheid bij de werken staat in elk geval vast.
De ruimtes in Piece Hall kwamen in eerste instantie toe aan wie had ingetekend op het bouwproject. Ook anderen konden op de markt terecht, mits ze betaalden per ingevoerd stuk. De eigenlijke lakenmarkt vond elke week plaats op zaterdagvoormiddag en was een drukke, strak geregisseerde bedoening. Het gesloten ontwerp, met slechts één toegang, was daarop afgestemd. In de namiddag werd gekamd laken (worsted) verkocht. De Industriële Revolutie hevelde de productie over naar fabrieken en bracht ook nieuwe afzetkanalen. Vanaf 1820 nam de handel in Piece Hall sterk af.
Het werd een plek van diverse activiteiten en spektakels. De eerste ballonvlucht in Halifax vond er plaats (1824), maar ook politieke meetings, religieuze festivals, vuurwerk, concerten, een demonstratie van de koorddanser Charles Blondin (1861), enz. Vanaf 1831 werd rond Pinksteren ongeveer vijfjaarlijks een massazang gehouden door kinderen uit de zondagsschool. Bijzondere edities vonden plaats voor het bezoek van prins Edward in 1863 en voor het jubileum in 1890. Ondertussen was Piece Hall in 1868 afgestaan aan het stadsbestuur Halifax Corporation, dat er na een drietal jaar een groothandelsmarkt voor groenten, fruit, vis en wild in had ondergebracht. Deze functie zou het gebouw behouden tot 1973. Ruimtes werden samengevoegd, poorten vergroot, en er verschenen steeds grotere loodsen en gebouwen op het binnenplein.
In 1928 werd Piece Hall beschermd als monument en in 1954 werd het een Grade I listed building. Niettemin geraakte het gebouw in een staat van verwaarlozing en werd in 1971 slechts nipt tegen afbraak gestemd. Uiteindelijk kwam er tegen 1976 een restauratie, die het plein weer open maakte. Een museum, een kunstgalerij en een toeristisch bureau vonden onderdak in de gebouwen. Allerlei winkeltjes en markten zorgden voor animatie. Geleidelijk kwam er minder volk op af, zodat in 2014-2017 tot een nieuwe restauratie werd besloten. Het plein werd heraangelegd met het oog op optredens. Aan de nieuwe oostelijke toegang werd de bibliotheek Central Library ingericht.

## Architectuur
De vensterloze buitenzijde in baksteen geeft niets prijs van de prestigieuze architectuur die op het binnenplein wacht. De vroegere hoofdingang langs de westpoort is gemarkeerd met een withouten koepeltje. De neoklassieke binnengevels in gele zandsteen zijn georgiaans. Door het hellende terrein is er een kant met twee verdiepingen en een andere kant met vier: kelders, gelijkvloerse arcaden, een rustiek register en colonnades met Toscaanse zuilen. De heraanleg van 2014-2017 heeft het hellende plein geëgaliseerd en trappartijen voorzien in de hoeken.

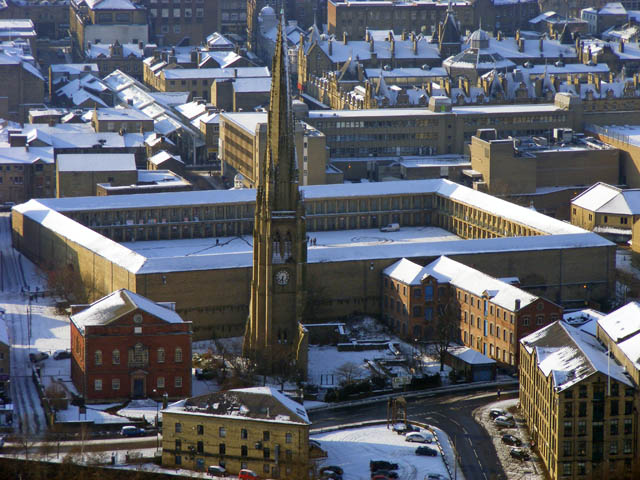
Luchtbeeld
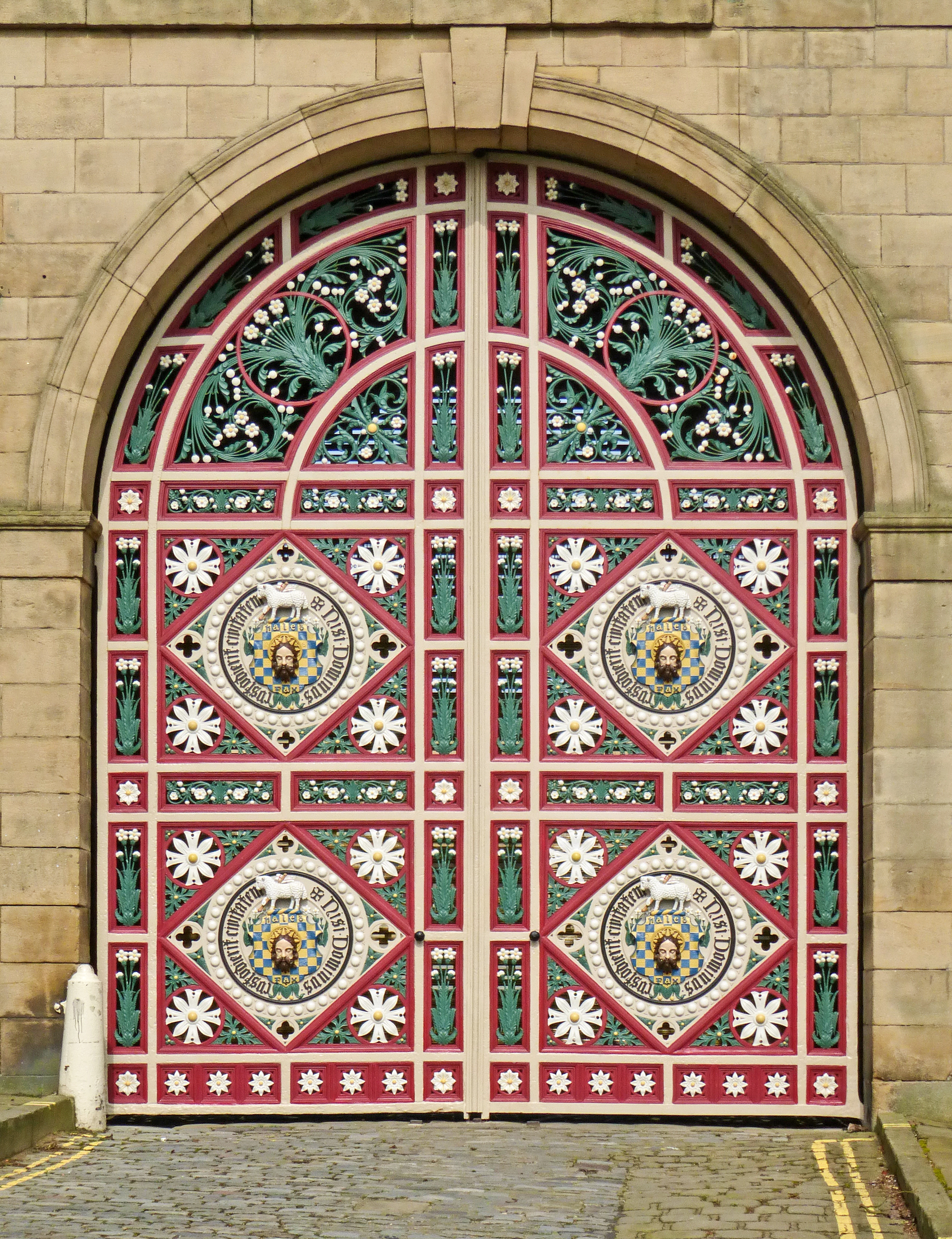
Gietijzeren poort (19e eeuw)
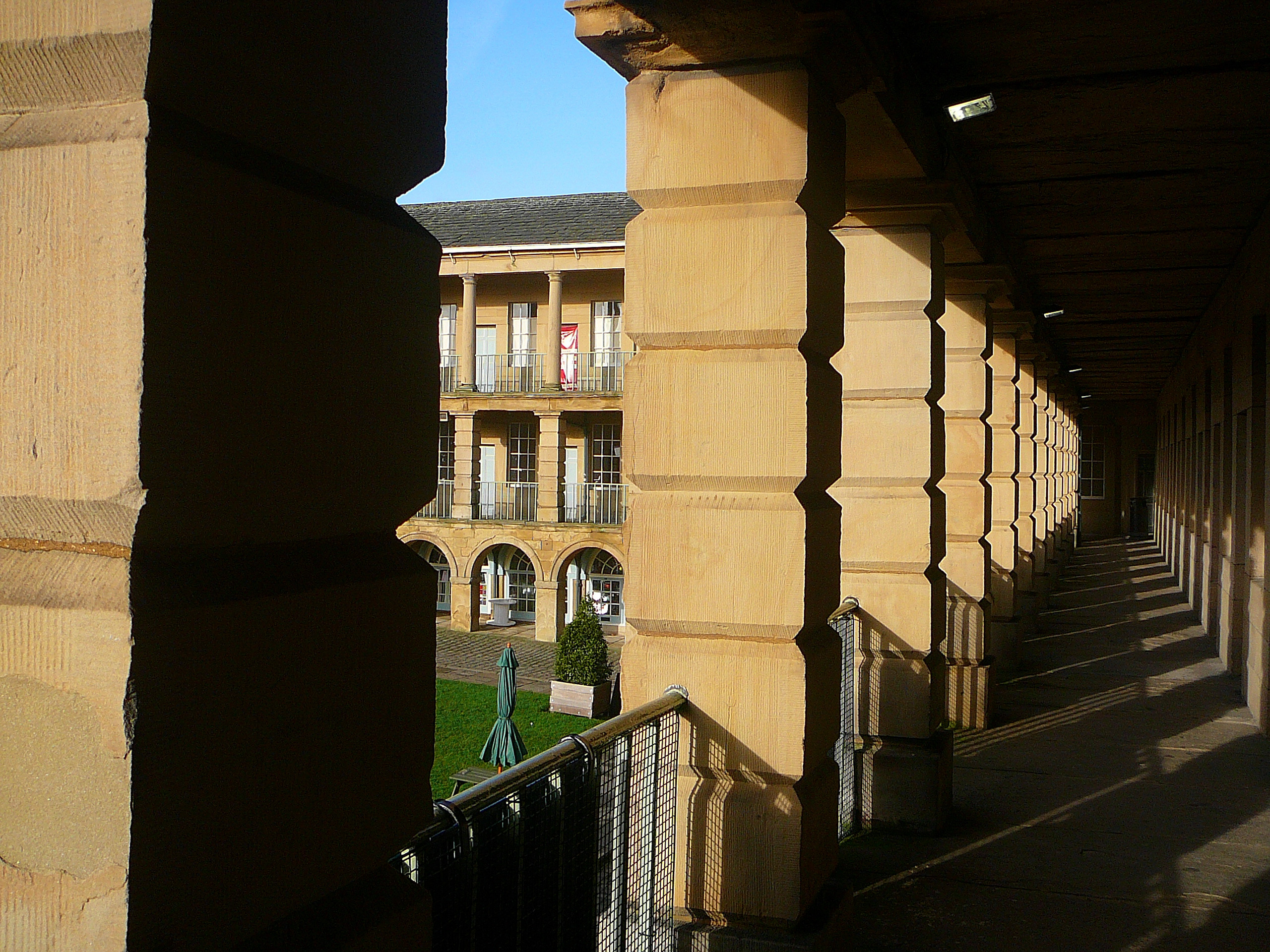
Rustieke galerij
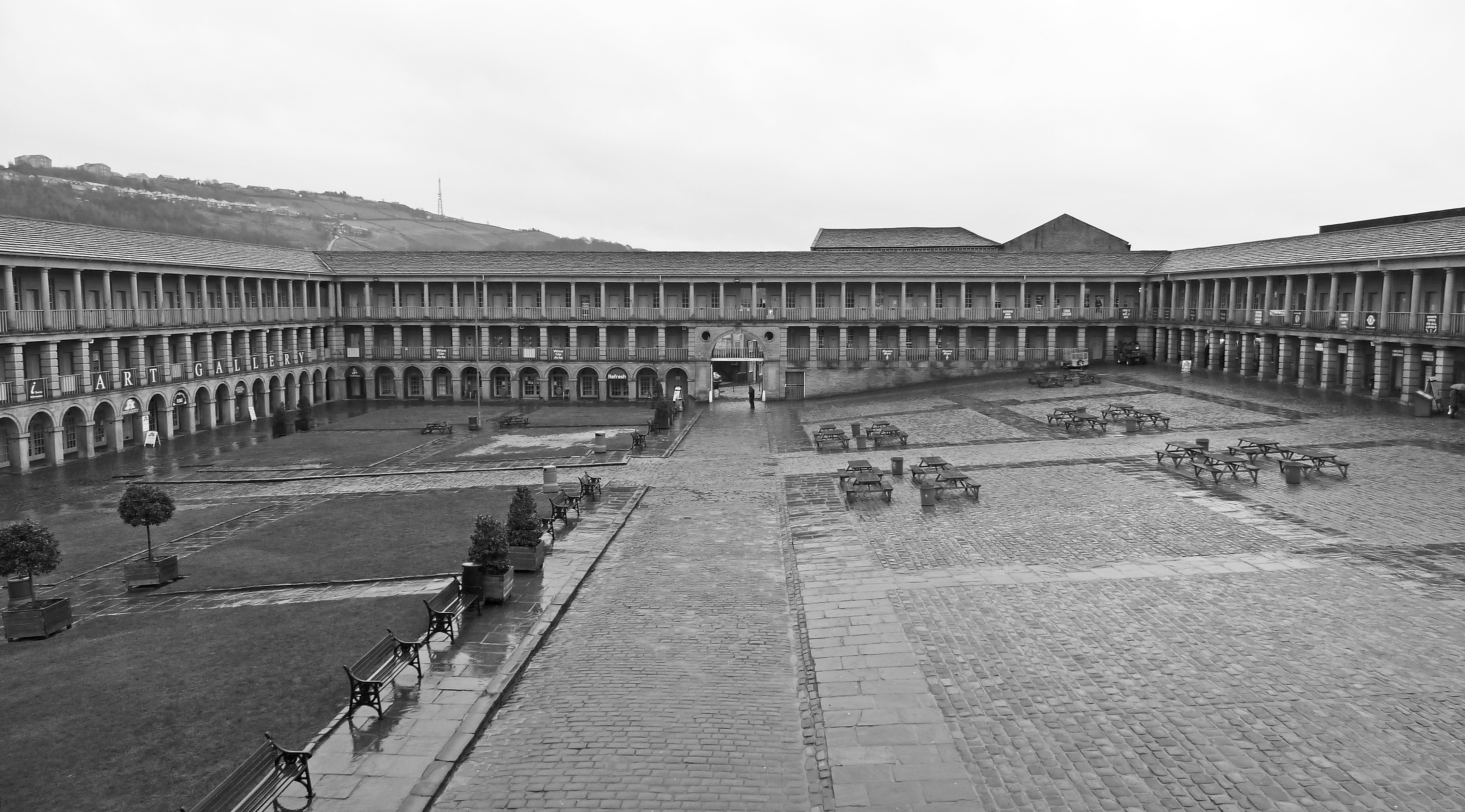
Hellend terrein vóór heraanleg

## Voetnoten
1. ↑  Rachel Cowgill, "Disputing Choruses in 1760s Halifax: Joah Bates, William Herschel, and the Messiah Club", in: Music and the British Provinces, 1690-1914, 2007, p. 123
2. ↑  A proper piazza, Financial Times, 23 maart 2012
3. ↑  Stuart 2018, p. 10
4. ↑  Stuart 2018, p. 18